# Жуков, Гавриил Васильевич
Гавриил Васильевич Жуков (12 (24) марта 1899, с. Берёзовый Гай, ныне Волжского района Самарской области — 8 января 1957, Одесса) — советский военно-морской деятель, вице-адмирал (15.11.1944).

## Биография
Гавриил Васильевич Жуков родился в 1899 году в крестьянской семье в селе Березовый Гай. Посещал школу соседней деревни Сухая Вязовка. В 15 лет уехал в Самару, поступил в реальное училище при трубочном заводе (позже — завод имени Масленникова). Оттуда уехал в Ленинград и поступил в мореходное училище.

### Гражданская война в России (1918-1921)
Во время Гражданской войне Гавриил Васильевич поддержал советскую власть. Участвовал в боях на Волге с частями ВСЮР пулеметчиком. За время войны он командовал штабом отряда, а затем — канонерскими лодками Волжской военной флотилии. В 1918 г. будущий флотоводец вступает в ВКП (б).

### Мирное время
В 1925 году Г. В. Жуков окончил училище командного состава флота и артиллерийский класс курсов усовершенствования комсостава. Гавриила Жукова направляют на Черноморский флот, где он командует канонерской лодкой «Красная Абхазия».

### Гражданская война в Испании (1936-1937)
С октября 1936 года по 31 июля 1937 года Г. В. Жуков находится в Испании в качестве советника и помощника военно-морского атташе Н. Г. Кузнецова. За участие в боях на стороне испанских антифашистов получает свой первый орден Ленина.

### Предвоенные годы
В 1937 году окончил курсы командиров эскадренных миноносцев. В 1937—1939 гг. Гавриил Жуков командовал крейсером Балтийского флота «Максим Горький». В 1939—1940 гг. — командир отряда учебных кораблей Балтийского флота и комендант Северо-Западного укрепрайона Черноморского флота.
В 1940 году, в канун войны, назначен командиром Одесской военно-морской базы.

### Великая Отечественная война

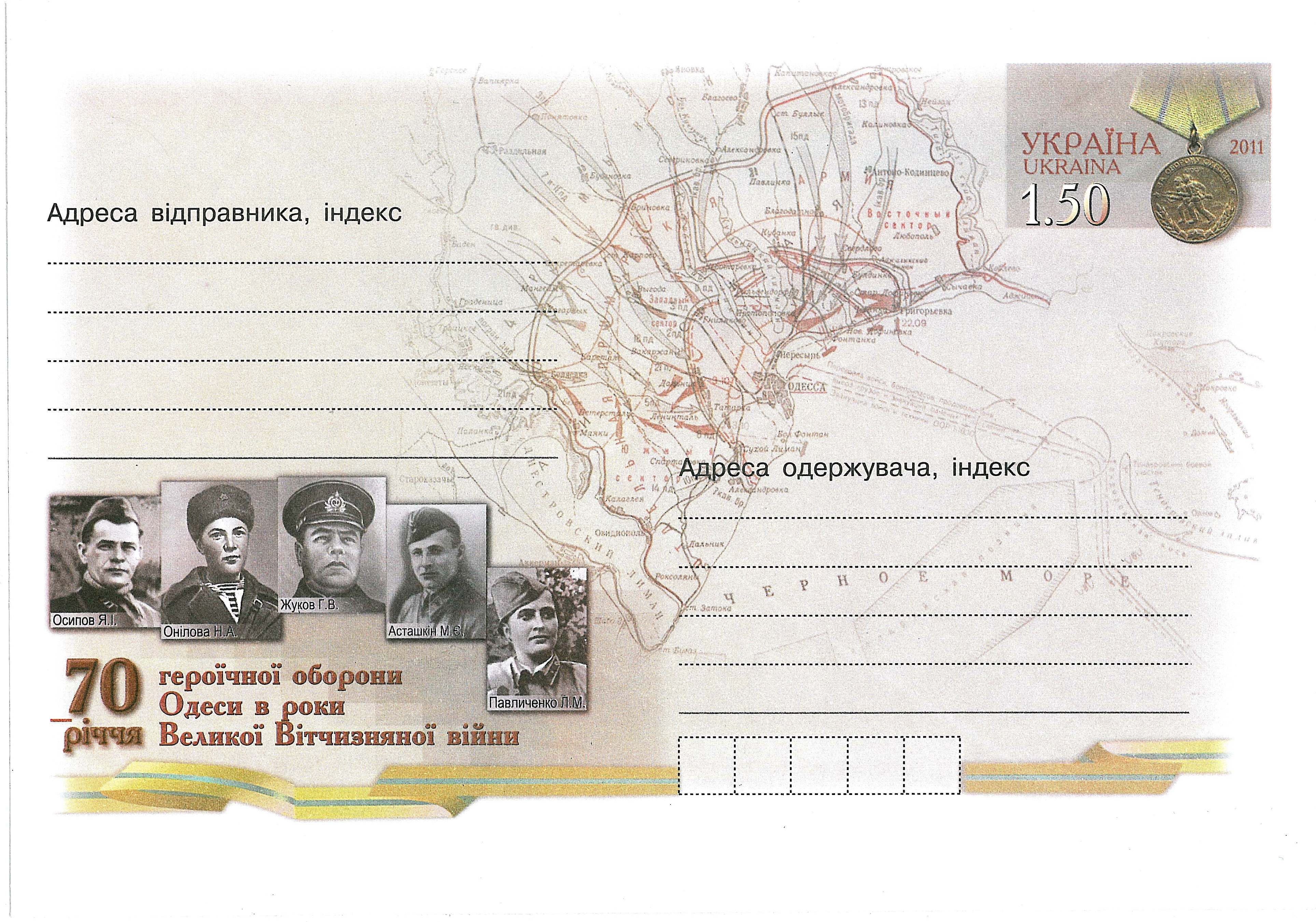
Карта обороны Одессы, медаль «За оборону Одессы» и герои: Осипов Я. И., Онилова Н. А., Жуков Г. В., Асташкин М. Е., Павличенко Л. М.; 2011 г. Конверт. Почта Украины

В той же должности он и встретил Великую Отечественную войну. 19 августа 1941 года директивой был образован Одесский оборонительный район. Его командующим назначен контр-адмирал Жуков. Вместе с Военным Советом Одесского оборонительного района он руководит действиями Приморской армии, обороняющей город; кораблей Военно-Морской базы и перестройкой одесских предприятий на военный лад. Затем занимался тщательным планированием эвакуации войск, которая была успешно завершена 16 октября 1941 года. При обороне Одессы ярко проявился военный талант контр-адмирала Жукова, его умение принимать и осуществлять соответствующие обстановке решения, его воля, поддерживающая уверенность бойцов в победе над врагом. С декабря 1941 года Жуков — заместитель командующего Черноморским флотом по сухопутной обороне его главной базы — Севастополя. После завершения Второй обороны Севастополя, являлся командиром военно-морских баз: сначала, с апреля 1942 года Туапсинской, затем с мая 1943 года Островной Балтийского флота, а с января 1945 года — вновь Одесской.
В конце 1944 года Жукову было присвоено звание вице-адмирала, а также орден Нахимова 1-й степени.

### Послевоенный период
В 1946-48 гг. — командующий Южным морским районом Тихоокеанского флота, начальник Черноморского высшего военно-морского училища(ЧВВМУ) в Севастополе. С сентября 1948 года Г. В. Жуков — начальник Одесского высшего мореходного училища (ОВМУ). В 1951 году он подал в отставку по болезни.

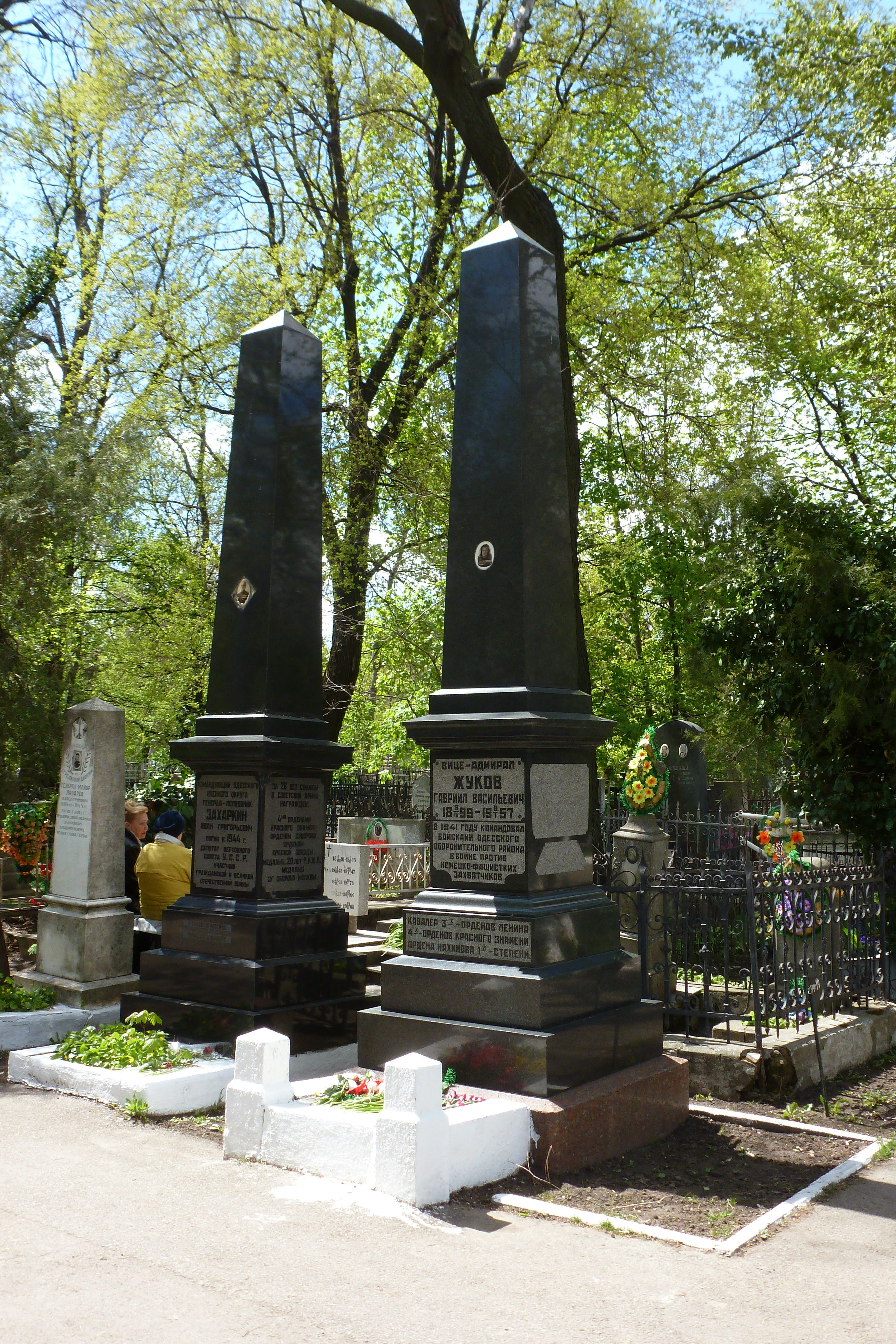
Могилы генерал-полковника Ивана Захаркина (слева) и вице-адмирала Жукова (справа) на Втором Христианском кладбище в Одессе.

### Смерть
Умер Гавриил Васильевич в некогда обороняемой им Одессе в 1957 году. Похоронен на Втором Христианском кладбище Одессы.

## Награды
Г. В. Жуков награждён:
- 3 орденами Ленина(29.12.1941,1944[3],1945[4])
- 4 ордена Красного Знамени(1941[5],1944[6], 1944[7])
- орденом Нахимова 1-й степени[8](1945)
- Медалью «За оборону Ленинграда»
- Медалью «За оборону Одессы»
- Медалью «За оборону Севастополя»
- Медалью «За оборону Кавказа»
- Медалью «XX лет РККА»
- Медалью «30 лет Советской армии и флоту»

## Память
Именем Г. В. Жукова названы:
- морской тральщик МТЩ «Электрик» с 17 марта 1985 года получил название "Вице-адмирал Жуков" [9].
- переулок в Одессе
- в селе Сухая Вязовка, где когда-то учился Г. В. Жуков, школа названа в его честь «ГБОУ СОШ имени Г. В. Жукова с. Сухая Вязовка», а также в школьном музее есть экспозиция, посвящённый герою-земляку.

В 2016 году в Самарском парке Победы, установлен памятник участникам войны в Испании 1936—1939 годов, где упоминается имя Г. В. Жукова.
В 1985 году на Одесской киностудии был снят фильм «Подвиг Одессы», в роли контр-адмирала Жукова снимался артист Всеволод Шиловский.
В фильме «Поезд в далёкий август» (1971) в роли Жукова Григорий Гай.

## Семья
Первая жена: Капитолина Андриановна, бывшая его верным спутником в течение 25 лет совместной жизни. Жуков всегда говорил, что только благодаря ей, её мужеству, настойчивости и жизненной стойкости он стал тем, кем был. Капитолина Андриановна умерла в 1944 году в Ленинграде. У них было двое детей:
Старший сын: Геннадий Гаврилович Жуков (31.01.1921, Куйбышев — 17.04.2010, Одесса). Проживал в Одессе, был преподавателем русского языка. В 1941—1946 годах служил на Черноморском флоте, участник ВОВ, и, в частности, обороны Севастополя.
Дочь: Галина Гавриловна Пирогова — (24.12.1928, Николаев — 1991, Москва) — работала начальником юридического отдела одного из объединений Министерства внешней торговли СССР. Награждена орденом «Знак почёта» и медалью «За доблестный труд».
Вторая жена: Татьяна Борисовна. Жила вместе с супругом в Одессе.
Старший сын: Юрий Гаврилович Жуков(17.12.1945, Одесса). Окончил Одесское высшее мореходное училище. На данный момент проживает в родном городе.